# Ropucha berberyjska
Ropucha berberyjska (Sclerophrys mauritanica) – gatunek płaza bezogonowego z rodziny ropuchowatych występujący głównie w Afryce Północnej. Dorasta do 15 cm długości, a na grzbiecie często występują duże plamy. Gatunek ten spotykany jest w wielu rodzajach siedlisk oraz żywi się bezkręgowcami. Do rozrodu dochodzi w wolnopłynących wodach, gdzie samica składa sznur jaj. Gatunek najmniejszej troski (LC) w związku z m.in. rozległym zasięgiem występowania.

## Wygląd
Płaz ten dorasta do 7–15 cm długości. Większość ciała ma kolor oliwkowy lub piaskowy. Grzbiet może być jednolitego koloru lub może być pokryty dużymi brązowymi, czerwonymi lub pomarańczowymi plamami. Występuje wyraźnie zaznaczona błona bębenkowa oraz równoległe parotydy w kształcie nerki.

## Zasięg występowania i siedlisko
Gatunek ten występuje w Maroku, północnej Algierii, Tunezji oraz w Melilli i Ceucie. Na początku XX wieku osobna subpopulacja została introdukowana w południowej części Hiszpanii, w pobliżu Parque Natural los Alcornocales. Subpopulacja ta najprawdopodobniej wyginęła. Ropucha berberyjska występuje na wysokości do 2650 m n.p.m. (w górach Atlas). Płaz ten jest stosunkowo odporny na susze i zasiedla wiele rodzajów siedlisk takich jak obszary kamieniste, łąki, pola uprawne, laski tworzone przez dąb korkowy (Quercus suber) oraz obszary charakteryzujące się występowaniem roślinności twardolistnej. Żywi się bezkręgowcami, w tym skorpionami.

## Rozmnażanie
Rozmnaża się w wolnopłynących wodach. Zazwyczaj aktywny o zmierzchu oraz w nocy, podczas okresu godowego może wykazywać również aktywność dzienną. Okres godowy zaczyna się w różnych porach w zależności od regionu oraz dostępności wody. Na północnych obszarach występowania trwa on od połowy do końca wiosny, a na południowych (np. w południowej części Maroka) rozpoczyna się pod koniec zimy. Samica składa sznur 5000–10 000 jaj, z których wylęgają się czarne kijanki pokryte złotymi kropkami.

## Status
IUCN klasyfikuje ropuchę berberyjską jako gatunek najmniejszej troski (LC) w związku z rozległym zasięgiem występowania, zdolnością do zasiedlania wielu rodzajów siedlisk oraz dużymi rozmiarami populacji. Lokalnym populacjom zagrażać może utrata siedlisk, zanieczyszczenia, a także śmiertelność na drogach. Ponadto w Maroku u ropuchy berberyjskiej wykryto obecność patogenicznego grzyba Batrachochytrium dendrobatidis. Płaz ten występuje w kilku obszarach chronionych, takich jak Park Narodowy Billizma w Algierii. Chroniony jest ponadto przez ustawodawstwo krajowe w Tunezji.